# 大根川 (宇佐市)
大根川（おおねがわ）は大分県宇佐市にある地名。郵便番号は879-0232。当地域の人口は127人（2020年現在、住民基本台帳調査による）。

## 地理
宇佐市の北西部に位置する。西は大字佐野、北は大字南敷田、東・南は大字赤尾と接する。
地域の大半は水田である。

### 河川
犬丸川水系の河川が流れる。
- 林松寺川
- 五十石川（石井川）

## 歴史

### 地名の由来
八幡神が修行中に五十石川で大根を食したという伝説から。また、『宇佐宮記』には「【古老博】に云う、大根川神社は大神御霊行の昔、この川辺に於いて社女　大根の供養を奉る。故に爾伝う。大根は於保禰（おおね）と読むべし」ともある。
鎌倉時代から記録のある地名である。

### 行政
当該地域の行政区域の変遷は以下の通りである。
| 1889～1954         | 1954～1967           | 1967～       |
| ------------------ | -------------------- | ------------ |
| 大分県宇佐郡長峰村 | 大分県宇佐郡四日市町 | 大分県宇佐市 |

## 交通
鉄道やバスは通っていない。

## 世帯数と人口
2020年（令和2年）現在の世帯数と人口は以下の通りである。
| 大字   | 世帯数 | 人口  |
| ------ | ------ | ----- |
| 大根川 | 57世帯 | 127人 |

## 小・中学校の学区
市立小・中学校に通う場合、学区は以下の通りとなる。
| 番地 | 小学校             | 中学校             |
| ---- | ------------------ | ------------------ |
| 全域 | 宇佐市立長峰小学校 | 宇佐市立西部中学校 |

## 施設
- 宇佐警察署長峰交番
- 長峰郵便局
- 西賢寺
- 貴船神社